# Perry Kitchen
Perry Kitchen (* 29. Februar 1992 in Indianapolis) ist ein US-amerikanischer ehemaliger Fußballspieler.

## Karriere
Kitchen begann seine Karriere als Fußballspieler unter anderem beim Ausbildungsverein Chicago Magic SC. Bei dem Klub, der sich erst Mitte Mai 2011 den National Premier Leagues, einer Gemeinschaft zahlreicher Amateurausbildungsvereine, anschloss, waren bereits in der Vergangenheit spätere Profispieler ausgebildet worden. Parallel zu seiner Ausbildung beim Club und seiner eigentlichen Schulausbildung kam er an die IMG Academy nach Bradenton, Florida. Hier wurde er allerdings nur kurzzeitig ausgebildet und belegte mit zahlreichen weiteren Spielern, die anschließend den Sprung in den Profifußball schafften, die Abschlussklasse des Herbstes 2009. Die restliche Zeit verbrachte er von 2007 bis 2009 beim Förderprogramm der U-17-Nationalmannschaft der Vereinigten Staaten, die in einer Kooperation mit der IMG Soccer Academy steht. Unter dem mehrmaligen kolumbianischen Nationalspieler Wilmar Cabrera kam er dabei vermehrt zum Einsatz und avancierte im Laufe der Zeit zum Mannschaftskapitän der US-amerikanischen U-17-Auswahl. Mit der Mannschaft nahm er unter anderem an der CONCACAF U-17-Meisterschaft des Jahres 2009 teil. Aufgrund des Schweinegrippeausbruchs 2009 wurden die Finalrunden des Wettbewerbs ab dem Semifinale nicht ausgespielt und das Turnier vorzeitig abgebrochen. Alle vier Semifinalisten (USA, Mexiko, Honduras und Costa Rica) waren für die U-17-Weltmeisterschaft im gleichen Jahr qualifiziert. Dort schieden die US-Amerikaner gegen die U-17-Nationalmannschaft aus Italien aus. Dies war auch das letzte größere Turnier, an dem Kitchen für die amerikanische U-17-Auswahl teilnahm. Bereits davor hatte er zahlreiche Einsätze in Miniturnieren oder Freundschaftsspielen absolviert, wobei er es in den Jahren 2007 bis 2009 auf insgesamt 34 torlose Länderspieleinsätze brachte. Doch auch schon in der Zeit vor seiner U-17-Tätigkeit war er in die Jugendauswahlen der USA einberufen worden. So verzeichnete er unter anderem im Jahre 2005 eine Einberufung in den US-amerikanischen U-14-Kader sowie in den Jahren 2006 und 2007 Einberufungen in den U-15-Kader der USA.
Im Jahre 2010 kam Kitchen an die University of Akron, an der er sich den Akron Zips anschloss. In diesem Jahr spielte er für die Mannschaft abwechselnd als Mittelfeld- und Abwehrspieler in 25 Meisterschaftsspielen, erzielte sechs Treffer und gab eine Torvorlage. Er wurde unter anderem ins „All-MAC First Team“ gewählt. Nach einem 1:0-Sieg im Endspiel gegen die Louisville Cardinals von der University of Louisville gewann das Team das erste Mal den Meistertitel. Kitchen wurde während der Saison auch in der spielfreien Zeit ans unterklassig spielende Franchise Chicago Fire Premier abgegeben. Beim Team mit Spielbetrieb in der USL Premier Development League wurde er in einem Spiel eingesetzt.
Kitchen wurde in diesem Jahr auch in den U-18-Kader der USA einberufen. Er wurde von College Soccer News und Top Drawer Soccer zum „Freshman All-American“ gewählt. Außerdem wurde er unter anderem im Juli 2010 von U-20-Cheftrainer Thomas Rongen in den 18-Mann-Kader für den Milk Cup des Jahres 2010 nominiert. Im Elite-Bewerb (für U-19-Mannschaften) gewann das Team das Finale gegen die Gastgeber aus Nordirland mit 3:0. Bis zum Jahresende 2010 brachte es Kitchen dabei auf fünf Länderspieleinsätze. Ende Dezember 2010 wurde er als einer von fünf Akron-Spielern mit einem Generation-Adidas-Vertrag ausgestattet. Zuvor hatte er ein Angebot zum Probetraining von RSC Anderlecht ausgeschlagen, um an einen Generation-Adidas-Vertrag zu kommen.
Mit einem Vertrag mit Laufzeit bis 2014 ausgestattet, erhielt Kitchen die Rückennummer 23 und wird meist auf Abwehrpositionen eingesetzt. Sein Pflichtspieldebüt gab er schließlich am 19. März 2011 im Saisoneröffnungsspiel seines Teams gegen das Franchise Columbus Crew. Im weiteren Saisonverlauf brachte er es bis dato (Stand: 16. Mai 2011) auf insgesamt sieben Auftritte in der Regular Season. Außerdem wurde der zeitweilige Kapitän des U-20-Nationalteams im März 2011 von Thomas Rongen in den 20-Mann-Kader einberufen, der an der CONCACAF U-20-Meisterschaft 2011 teilnahm. Mit der Mannschaft absolvierte er alle drei Spiele bis zum Ausscheiden im Viertelfinale gegen die Alterskollegen aus Guatemala. Mit dem frühen Ausscheiden im laufenden Bewerb konnten sich die US-Amerikaner auch zum ersten Mal seit der Junioren-Fußballweltmeisterschaft 1995 in Katar nicht für eine WM-Endrunde qualifizieren. Bei seinem achten Ligaeinsatz, einem 3:2-Sieg über die Portland Timbers am 29. Mai 2011, erzielte er in der 13. Minute das Tor zur 1:0-Führung von United. In der Saison 2013 war er mit vier Vorlagen der erfolgreichste in der Mannschaft und wurde am Ende der Saison zum wertvollsten Spieler innerhalb des Teams gewählt.
Am 9. Januar 2015 wurde er von US-Nationaltrainer Jürgen Klinsmann in den Kader für ein Trainingslager der Fußballnationalmannschaft der Vereinigten Staaten berufen. Am 8. Februar 2015 gab er im Freundschaftsspiel gegen Panama sein Debüt für das Team USA.
Im März 2016 wechselte Kitchen zum schottischen Erstligisten Heart of Midlothian.
Anfang Juli 2017 schloss er sich dem Randers FC an. Nur ein halbes Jahr später kehrte er in seine Heimat zurück und wechselte zu Los Angeles Galaxy.
Seit 2021 steht er bei Columbus Crew unter Vertrag.
Kitchen beendete im Oktober 2022 beim Verein Columbus Crew schließlich im Alter von 30 seine Karriere.

## Erfolge

### Mit den Akron Zips
- College Soccer News „Freshman All-American“: 2010
- Top Drawer Soccer „Freshman All-American“: 2010
- Meister der NCAA Men's Division I Soccer Championship: 2010

### D.C. United
- Lamar Hunt U.S. Open Cup (1): 2013

### Mit der U-20-Nationalmannschaft
- Milk Cup: 2010